# 窃听装置放送事故
窃听装置放送事故（：／）是指在1988年8月4日当天文化广播公司新闻节目《MBC新闻平台》发生的荒唐事件。
这亦为韩国历史上第一宗播出事故。

## 经过
事发当天，《MBC新闻平台》的主持为姜成求评论员（後擔任韩国第16届国会无党籍议员）。
在报道首尔地铁延长线工程造成之的票价上浮时，一名叫苏昌永（时年二十四岁）的年轻人闯入录音室并试图偷走主播的麦克风（事件被MBC转播至全国）。
以下是事发时的情况：

### 译文
姜成求：首尔市为建设新地铁所需的财源...

苏昌永：我耳边有窃听器，朋友们！我耳边有窃听器！我...（此时MBC新闻部工作人员进入演播室将苏昌永拉出演播室）

苏昌永：（被拖走时）我叫苏昌永，住在加里峰1洞136-35号！

姜成求：啊...新闻中，一个陌生人进来了，他耍了一把...

苏昌永：窃听装置！！
姜成求言罢，画面就被切换到孫石熙报道的新闻片以减轻影响。事后，姜成求的评论周就此事表示抱歉。
事后苏昌永被MBC工作人员移交给警方，但经警方调查，当晚二十一时左右穿过MBC大楼南后墙，从一号楼乘电梯从前门下楼，从四楼下来，然后通过紧急楼梯到达五楼的演播室。
警方调查期间，苏昌永称：
|  | 我的右耳有一个窃听装置，所以我经常会因振动声而感到剧烈疼痛。 |

警方透露，苏氏在1987年7月13日担任车床工时，午饭时间被足球击中，致其右耳鼓膜破裂，耳朵不断听到震动声，似乎出现了精神错乱症状。并委托该青年到国立精神病院进行精神鉴定，并依据鉴定报告决定是否以妨碍业务和夜间侵入居住的罪名将其拘留。
国立精神病院是否在诊断时提到了利用无线电进行科技犯罪的事实尚有疑问。迄今为止，核实苏昌永的身份仍有必要。临床心理学测试仅会给出结论。诊断试纸是否考虑到无线电科技犯罪造成的精神伤害是很重要的。如果这是一种不可抗力（即利用无线电之科学技术犯罪），则应重新检视进行此次诊断的国立精神病院的检查和诊断之公信力和可靠性。

## 事件前后广播干扰者的行为
事前，文化广播公司于1988年7月18日下午4点30分左右录制娱乐节目《家庭主妇宋烈桑》时，苏昌永在观众席上拿着麦克风唱歌时被逐出摄影棚，7月30日，苏昌永在奖忠体育馆登上当时文化广播公司使用的表演台大喊大叫，事后被移交给中央警察局。他在清凉里精神病院住院，8月1日因无力支付医疗费而出院，期间被发现干扰了文化广播的播出节目。另外，在这件事发生后，1989年9月26日，在首尔大学学生在校门外进行透析示威的现场，苏昌永突然跳到警察和抗议者之间的中间，脱下所有衣服（只留下袜子和鞋子）并说：“我耳边有窃听器，警察掩盖了这个事实。”1分钟后，苏昌永被警方带走。12月3日，苏昌永闯入文化广播公司讨论节目《舆论广场》直播现场，节目播出一次受阻。1991年3月22日，在延世大学图书馆广场，苏昌永高喊“我耳朵里有窃听器”后突然脱下衣服抗议，事件引起校内骚乱。

## 流行文化
- 2015年電視劇《請回答1988》第3集中，主角一家坐在一起邊吃晚飯邊看電視的時候在電視上看見是次事件的經過。[6][7]